# بدر الدين الجاجرمي
بدر الدين الجاجرمي (ت. نحو 690 هـ) هو شاعر ، من أهل جاجرم.
هو بدر الدين الجاجرمي، المشهور ببدر الجاجرمي. أصله من جاجرم غير أنه نشأ في اصفهان ، ومدح حكامها وحظي لديهم. توفي سنة 690 هـ، وقيل سنة 686 هـ.

## آثاره
له ديوان شعر فارسي. كما ترجم نونية البُسْتي إلى الفارسية. أول العربي:
وأول الترجمة الفارسية: